# Dire Tune
Dire Tune (19 giugno 1985) è una maratoneta etiope.

## Biografia
Ha vinto la Maratona di Boston nel 2008 con un tempo di 2h25'25". Fino a settembre 2020  ha detenuto il record mondiale della gara dell'ora di corsa su pista, stabilito il 12 giugno 2008 a Ostrava (Repubblica Ceca) con 18 517 m.

## Palmarès
| Anno | Manifestazione  | Sede    | Evento   | Risultato | Prestazione | Note |
| ---- | --------------- | ------- | -------- | --------- | ----------- | ---- |
| 2007 | Mondiali        | Osaka   | Maratona | dnf       | dnf         |      |
| 2008 | Giochi olimpici | Pechino | Maratona | 15ª       | 2h31'16     |      |
| 2009 | Mondiali        | Berlino | Maratona | 22ª       | 2h32'42     |      |
| 2011 | Mondiali        | Taegu   | Maratona | dq        | dq          |      |

## Campionati nazionali
2006
- Oro ai campionati etiopi di corsa su strada, 20 km - 1h10'30"

## Altre competizioni internazionali
2003
- Argento alla Zwitserloot Dakrun ( Groesbeek) - 33'45"

2005
- 4ª alla Maratona di Los Angeles ( Los Angeles) - 2h30'48"
- Argento alla BIG25 Berlin ( Berlino), 25 km - 1h24'47"
- Argento alla Mezza maratona di Reims ( Reims) - 1h11'29"
- Oro alla 20 km di Parigi ( Parigi) - 1h08'17"

2006
- Oro alla Maratona di Hong Kong ( Hong Kong) - 2h35'15"
- Bronzo alla Maratona di Nashville ( Nashville) - 2h39'10"
- Bronzo alla Mezza maratona di Delhi ( Nuova Delhi) - 1h11'35"
- 7ª alla Great Ethiopian Run ( Addis Abeba) - 33'42"

2007
- Oro alla Maratona di Houston ( Houston) - 2h26'52"
- Argento alla Maratona di Nagano ( Nagano) - 2h29'58"
- 8ª alla Mezza maratona di Delhi ( Nuova Delhi) - 1h12'57"
- 5ª alla San Juan World’s Best 10K ( San Juan) - 32'42"
- 7ª alla Boulder International Challenge ( Boulder) - 34'22"

2008
- Oro alla Maratona di Boston ( Boston) - 2h25'25"
- 7ª alla Maratona di New York ( New York) - 2h29'28"
- Oro alla Maratona di Houston ( Houston) - 2h24'39"
- Bronzo alla San Juan World’s Best 10K ( San Juan) - 31'46"

2009
- Argento alla Maratona di Boston ( Boston) - 2h32'17"
- Bronzo alla San Juan World’s Best 10K ( San Juan) - 31'55"

2010
- Argento alla Maratona di Francoforte ( Francoforte sul Meno) - 2h23'44"
- Bronzo alla Mezza maratona di Abu Dhabi ( Abu Dhabi) - 1h09'19"
- Argento alla Mezza maratona di Bogotá ( Bogotà) - 1h14'01"
- 4ª alla Utica Boilermaker ( Utica), 15 km - 49'33"
- 5ª alla Peachtree Road Race ( Atlanta) - 31'25"
- Bronzo alla San Juan World’s Best 10K ( San Juan) - 31'40"
- Oro alla Ottawa 10K ( Ottawa) - 32'12"

2011
- 6ª alla Maratona di Boston ( Boston) - 2h25'08"
- Argento alla Mezza maratona di Ras al-Khaima ( Ras al-Khaima) - 1h08'52"
- Oro alla Ottawa 10K ( Ottawa) - 31'44"
- Argento alla San Juan World’s Best 10K ( San Juan) - 31'51"

2017
- Oro alla Maratona di Firenze ( Firenze) - 2h28'55"